# Trichomanes holopterum
Espèce
Trichomanes holopterum est une espèce de fougères de la famille des Hyménophyllacées.
Synonymes : Ptilophyllum holopterum (Kunze) Prantl, Trichomanes bancroftii var. holopterum (Kunze) Christ

## Description
Trichomanes holopterum est classé dans le sous-genre Trichomanes.
Cette espèce a les caractéristiques suivantes :
- le rhizome se termine en port cespiteux, avec un court stipe où s'ordonnent des racines brun-foncé à noires ;
- les frondes ont un pétiole plus court que le limbe ;
- le limbe est lancéolé, divisé une fois, d'environ 10 cm de long  sur 2 cm de large, avec une pilosité sur les nervures ;
- la fine membrane cellulaire du limbe entourant entièrement toutes les nervures et le pétiole est à l'origine de l'épithète spécifique ;
- les sores sont situés à l'extrémité des segments ;
- l'indusie est tubulaire ;
- chaque sore porte une longue columelle foncée (de deux à trois fois la longueur de l'indusie).

Elle compte une variété : Trichomanes holopterum var. lherminieri (Fée) Domin (1929) - (Synonyme : Trichomanes lherminieri Fée).
Cette espèce, comme Vandenboschia speciosa, d'une part est tétraphoïde au stade sporophyte (4n = 128 chromosomes) et d'autre part peut se développer au stade gamétophyte (prothalle) sans évoluer vers le stade sporophyte, cette forme végétative étant même dominante (comme chez les Bryophytes)

## Distribution
Cette espèce, principalement terrestre, est présente en Amérique tropicale, dont la Guyane. Sa variété lehrminieri est présente aux Antilles.